# Senses
Pour plus de détails, voir Fiche technique et Distribution.
Senses (ハッピーアワー, Happī Awā), aussi connu sous le titre Happy Hour,, est un film japonais réalisé par Ryūsuke Hamaguchi, sorti en 2015.
Il est sélectionné en compétition officielle au Festival international du film de Locarno 2015 où ses quatre comédiennes remportent le prix d'interprétation.

## Synopsis
A Kobe, quatre femmes sont devenues amies au fil des années et se retrouvent régulièrement. L'une d'entre elles, Jun, est confrontée au divorce et doit composer avec les réactions de son entourage. Mais les autres amies ne sont pas non plus heureuses dans leur vie professionnelle ou privée et la situation de Jun entre alors en résonance avec chacune d'elles. Chacune doit alors trouver un chemin plus proche de son ressenti, de ses émotions, de ses sens.

## Fiche technique
- Titre original : ハッピーアワー (Happī Awā?)
- Titre international : Happy Hour
- Titre français : Senses
- Réalisation : Ryūsuke Hamaguchi
- Scénario : Ryūsuke Hamaguchi, Tadashi Nohara et Tomoyuki Takahashi, sous le pseudonyme de Hatano Kobo[3]
- Photographie : Yoshio Kitagawa
- Musique : Umitarō Abe
- Pays de production :  Japon
- Langue originale : japonais
- Format : couleurs - 1,85:1
- Genre : drame
- Durée : 317 minutes
- Dates de sortie :
  - Suisse : 14 août 2015 (Festival international du film de Locarno 2015)
  - Japon : 12 décembre 2015[4]
  - France : 2 mai 2018 (parties 1 et 2), 9 mai 2018 (parties 3 et 4), 16 mai 2018 (partie 5)

## Distribution
- Sachie Tanaka : Akari
- Hazuki Kikuchi : Sakurako
- Maiko Mihara : Fumi
- Rira Kawamura : Jun

## Sortie

### Accueil critique
En France, le site Allociné recense une moyenne des critiques presse de 3,9/5, et des critiques spectateurs à 3,7/5.
Pour Mathieu Macheret du Monde, « Senses est une véritable merveille, une fresque chorale d’une beauté et d’une profondeur confondantes, dépeignant de sublimes portraits de femmes au quotidien, et à travers elles, le paysage étendu d’une certaine désaffection contemporaine. ».

Le critique le classe dans ses cinq meilleurs films de l'année 2018, « Beaucoup des plus beaux films de 2018 ont fait le pari de filmer les êtres de l’intérieur, au plus profond d’eux-mêmes. La plongée la plus saisissante fut sans doute celle de Senses, du Japonais Ryusuke Hamaguchi, examinant dans le détail la vie de quatre amies quadragénaires amenées à se défaire des aliénations du quotidien. ».

## Récompenses et distinctions
- Festival international du film de Locarno 2015 : prix d'interprétation féminine pour les comédiennes et mention spéciale pour le scénario[8],[2].
- Festival des trois continents 2015 : Montgolfière d'argent et prix du public[9].
- Festival du cinéma japonais contemporain Kinotayo 2016 : Soleil d'or[1].